# Andréi Kolkutin
Andréi Kolkutin (Del ruso: Андрей Колкутин) (* 1957 en Smoljaninovo, Primorsk en Rusia) es un pintor ruso que vive y trabaja en el norte del Cáucaso. En 1982 tuvo su examen de la Academia Repin de Arte en Leningrado. Sobre todo, Kolkutin hace pinturas de óleo en tela, pero también ha hecho obras gráficas, relieves y esculturas de madera.

## Estilo y motivos
Los motivos de Kolkutin son raros, a menudo con personas simples de la provincia rusa o de la Biblia. Elementos suprematistas y vanguardistas se combinan con elementos figurativos y tradiciones del arte de iconos de Rusia. Edificios oblicuos y naipes de vez en cuando forman un marco de los motivos. 
En los iconos, Kolkutin halló inspiración para cierto tono de los colores que crea mediante poner una o más capas de pintura neutral en la tela antes de hacer los motivos. De esta manera los colores quedan ligeros y a veces casi transparentes.
El arte de Kolkutin pertenece a lo que se llama el Arte de la Sobrevivencia, que es parte del arte postsoviético. No es un movimiento, sino un número de artistas individuales. Aunque se concentra en los tradiciones artísticas de las épocas posmodernas y poscomunistas, no se dedica a un solo -ismo. Kolkutin usa estilos de previas épocas del arte ruso para unirlos en sus obras (Kolkoutine, 1997). 
Kolkutin creció en la Unión Soviética, que era un régimen ateísta, fue bautizado a la edad de 32 años al fin del período soviético, cuando la censura no era tan dura como antes. Pronto la Iglesia ortodoxa fue una parte importante de su arte.
A pesar de la complejidad del arte de Kolkutin, no tiene interés por el arte de mímesis, en él que se trata de reproducir la realidad en la tela. Lo que le interesa a Kolkutin es buscar lo esencial de la existencia (Bjørnager, 2006), lo que Kolkutin hace en los acontecimientos menores de la vida cotidiana.

## Representaciones
Galería Tretiakov, Moscú
The State Museum of Kabardino-Balkaria
The Volgograd Picture Gallery
The Art Museum of Tula
The Moscovia Bank Collection
The Incombank Collection, Moscú
The Stolychny Bank Collection, Moscú
The Museum Exhibition Center ‘Olympus’, Moscú

## Literatura
Andréi Kolkutin: Pictures from the Russian Province (kartiny russkoj provincii
Kolkutin, Andrej), Ganymed Publishers, 1997
Bjørnager, Kjeld: Andrei Kolkoutine: Signs and deeds from the Russian Province. Ganymed Publishers, 2006
Damgaard, Allan. "Russisk maler sammenlignes med Chagall" en. Dagbladet Holstebro-Struer 1. sektion p. 4 onsdag d. 20. september 2006 
Eveleigh, Romilly. ”Postmodern Icon” April 1., 2005 
Knippel, Lars Ole. "Russisk indtog i hovedlandet" en. Jyllandsposten el 30.11.2006 p. 23. 
Seleznjova, Jekaterina. ‘Andrei Kolkoutine’ , 2007, Galerie Moderne, Silkeborg 
Galerie Moderne: ’Kolkoutine’ 2001
Six Peintres Sovietiques d'aujourd'hui: Andrei Kolkoutine, Dmitri Krymov, Leonide Tichkov, Grigori Berstein, Lev Tabenkine. [Exposition, 8. mars-7 avril 1990], Fondation Mona Bismarck, 1990